# Битва под Белой Церковью (1596)
Белоцерковская битва 1596 года — сражение казацко-крестьянской армии с передовым отрядом западнорусского князя Кирика Ружинского возле Белой Церкви в ходе восстания Наливайко.
После того, как восстание охватило Галицию и Белоруссию против повстанцев было отправлено войско во главе со Станиславом Жолкевским, передовой отряд которого численностью около 500 человек возглавлял князь Кирик Ружинский. Стороны сошлись на Киевщине. Часть правительственных войск под предводительством Ружинского заняла крепость Белой Церкви. В ней войско Речи Посполитой осадили казаки Северина Наливайко и Матвея Шаулы, численность которых по польским источникам составляла 8 тысяч человек. Крепость с мощными стенами и шанцами находилась на горе. Так она была укреплена против крымских татар, так как через город проходил, так называемый, Чёрный шлях.
Обе стороны не решались идти в открытый бой и пытались победить хитростью. Первым начал Ружинский. Имея несколько рот Жолкевского и венгерскую наёмную конницу под предводительством венгра Липшеня, Ружинский ночью осуществил вылазку из города и направился на казацкий лагерь, оставив в крепости только челядь и наёмных венгров. В тот же час вылазку против поляков задумали и казаки. Оставив в лагере для охраны отряд Шаулы, Наливайко обошёл город и прорвался через задние ворота в середину крепости. Казаки быстро порубили челядь и венгров, однако услышав выстрелы в собственном лагере, поспешили покинуть крепость.
Правительственные силы, штурмовавшие лагерь, начали ожесточённый бой с казаками Шаулы. Казаки, не ожидавшие нападения, сначала отступили, но вскоре начали одерживать верх и погнали поляков через весь лагерь. В этот момент из крепости возвратился Наливайко. Положение поляков стало безвыходным. По словам польских летописцев, в первые часы боя пало больше 100 человек. Видя, что дела плохи, польское войско обратилось в бегство.